# Chiraleș
Chiraleș (en hongrois : Kerlés ; en allemand : Kirieleis) est un village de la commune de Lechința, situé au nord de la Roumanie, en Transylvanie dans le județ de Bistrița-Năsăud.
La Bataille de Cserhalom a eu lieu en 1068 à proximité du village.
En 1880 le village avait 902 habitants, dont 49,1 % de langue maternelle allemande, 46,9 % roumaine, 1,9 % hongroise. En 2002 il avait 467 habitants, dont 90,4 % se déclarant ethniquement Roumains, 7,7 % Roms, 1,3 % Allemands (Saxons de Transylvanie), 0,6 % Hongrois.
Le toponyme peut avoir pour origine l'invocation liturgique kyrie eleison.